# Kevin Mosquera
Kevin Abdiel Mosquera Lim (ur. 7 października 1999 w mieście Panama) – panamski piłkarz występujący na pozycji bramkarza, reprezentant Panamy, od 2024 roku zawodnik Sportingu San Miguelito.